# Kotkan Riento
Kotkan Riento var en idrottsförening i Kotka verksam mellan 1906 och 1931. Föreningen ägnade sig åt boxning, brottning, fotboll, friidrott och gymnastik. Kotkan Rientos mest kände idrottare var brottaren Kaarlo Koskelo, som blev olympisk mästare i fjädervikt vid OS i Stockholm 1912.
Kotkan Riento grundades 1906 av Kotkas röda garde under namnet Kotkan Punaisen Kaartin Voimistelu- ja Urheiluseura Riento. Vid den tiden hade föreningen, liksom de flesta andra idrottsföreningar, även teater- och sångverksamhet. 1913 hade föreningen 430 medlemmar och vid samma tidpunkt övergick flera medlemmar till det nybildade Kotkan Into. När finska inbördeskriget bröt ut 1918 bildades inom Kotkan Riento ett frivilligkompani för röda gardets räkning. Av dessa frivillga stupade, avrättades eller tillfångatogs omkring 20 man. 1919 anslöts Kotkan Riento till Arbetarnas Idrottsförbund i Finland (AIF).
På 1920-talet kom idrottsföreningen att inrikta sig på fotboll och deltog från och med 1913 i AIF:s fotbollsmästerskapstävlingar. Kotkan Riento kom till finalspel 1921, men förlorade finalmatchen mot idrottsföreningen Helsingin Kullervo. Mellan 1923 och 1925 anordnades fotbollstävlingar mellan Kotkan Riento och sovjetiska idrottstrupper som besökte Finland. På grund av politiska kontroverser beslöt fotbollsspelarna inom Kotkan Riento att 1927 lämna föreningen för att bilda Kotkan Työväen Palloilijat.
I samband med finska regeringens undantagslagar mot kommunisterna avvecklades Kotkan Riento 1931, men delar av föreningen levde kvar inom Kotkan Työväen Palloilijat. 1935 bildades i stadsdelen Metsola föreningen Metsolan Kiri, som idag heter Kotkan Kiri.

## Kända medlemmar
- Leo Kauppi, brottare i mellanvikt
- Kaarlo Koskelo, mästare i fjädervikt vid Olympiska spelen i Stockholm 1912